# 黄星盛
黃星盛（1972年10月1日—），本名黃星瑩（英語：Hsing-Ying Huang），音樂經紀人，其演奏專長為鋼琴。

## 生平
黃氏出生於台灣彰化，就讀國立台灣藝術專科學校（現為國立臺灣藝術大學）音樂科時，鋼琴師事吳季札教授，大鍵琴師事宋允鵬教授。藝專時期便曾受邀擔任「浪漫的歌劇世界」節目之鋼琴伴奏。
19岁时进入德国国立巴登符腾堡邦弗莱堡音樂院钢琴研究所学习，鋼琴師事副校長Andreas Immer教授、室內樂師事Hans Elhorst教授、歌劇伴奏師事歌劇學校音樂總監Ulrich Furrer教授、歌劇舞臺排練師事歌劇學校（Opernschule HfM Fbg.）導演Gerd Heinz教授。两年后获得演奏硕士學位。毕业获得德国国家职业钢琴演奏权威与音乐艺术专业的“钢琴独奏家艺术文凭”。旅德期間，擔任Gerd Heinz教授之歌剧排练助理，以及Hans Elhorst、声乐系教授Werner Hollweg及Ingeborg Moller的专属钢琴。他於1998年返回台灣，获聘于國立台北教育大学、國立臺南藝術大學、國立東華大學、國立臺東大學以及国立台湾艺术大学。2000年是他在歌劇演出著墨甚多的一年，應臺北市立交響樂團之邀，擔任《杜蘭朵公主》、《弄臣》、《波希米亞人》等劇目的排練鋼琴。2001年黃氏創辦「萊比錫國際藝術經紀公司」，號稱為台灣第一家古典音樂經紀公司，主要業務為音樂家音樂表演活動交流與展演、音樂家展演經紀工作、歐洲音樂留學諮詢與顧問、音樂相關題目講座活動等。
2008年赴中定居，获聘於数所大学艺术学院、音乐学院与音乐系。
黃氏曾任台湾音乐家协会常任理事、台湾爱乐室内乐团艺术总监、台北肖邦音乐基金会执行委员会执行长，並於台湾環宇廣播電台擔任栏目制作人兼主持人。在中期間則擔任北京艺术星国际大赛、华夏之星全国校园音乐舞蹈展演活动、香港国际青少年艺术盛典大赛等活動评委，以及中国移动通信《动感地带》品牌特约音乐家。

## 爭議
業務詐欺
黃星盛與妻子黃易喬（本名黃淑玲）共同擔任「泛德室內樂團」負責人，籌辦2009年4月之「台北國際二十世紀美好音樂節」系列演出，並邀音樂家陳稚怡一同籌辦活動，陳稚怡擔任藝術總監並出面籌措上千萬台幣之製作費用。演出後，黃氏夫妻避不出面並捲款潛逃，陳控告兩人詐欺。黃意喬於日前落網，台北地院認定黃女為共犯，據其犯行判處有期徒刑二年。已知黃男的去向為中國方面，迄今未歸。